# وکوسووو
وکوسووو (به لاتین: Wykosowo) یک روستا در لهستان است که در گمینا گوووچتسه واقع شده‌است. وکوسووو ۲۴۰ نفر جمعیت دارد.